# Ars Electronica Center

Logo Ars Electronica

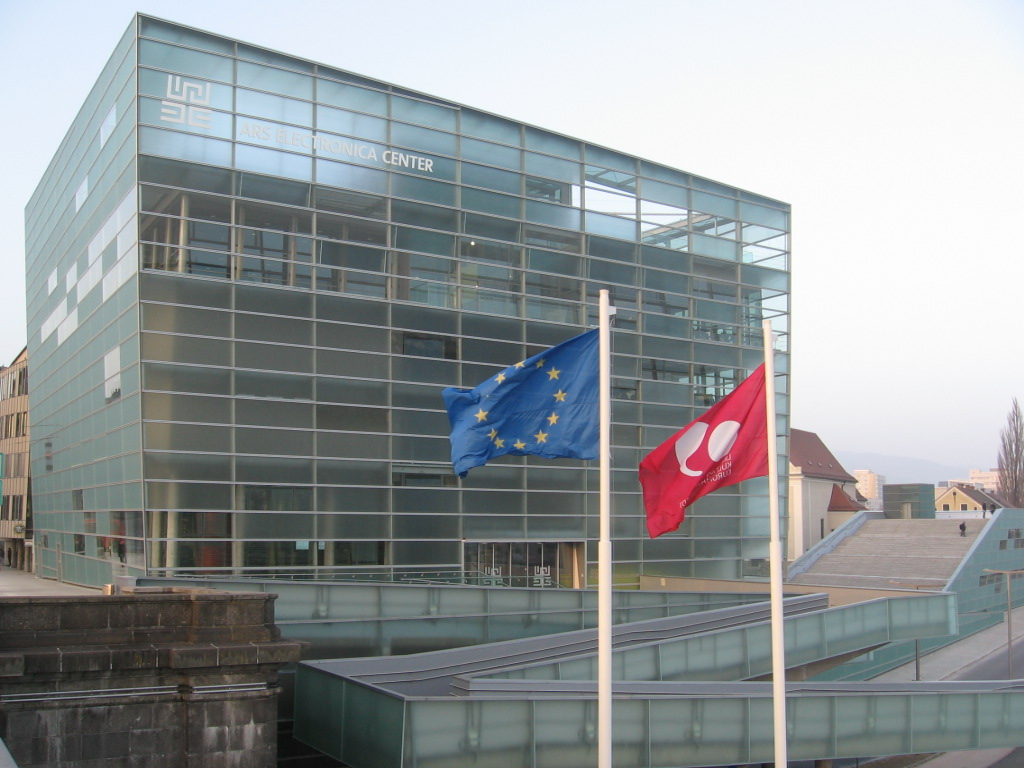
Das am 2. Januar 2009 (nach Umbau) wiedereröffnete Ars Electronica Center

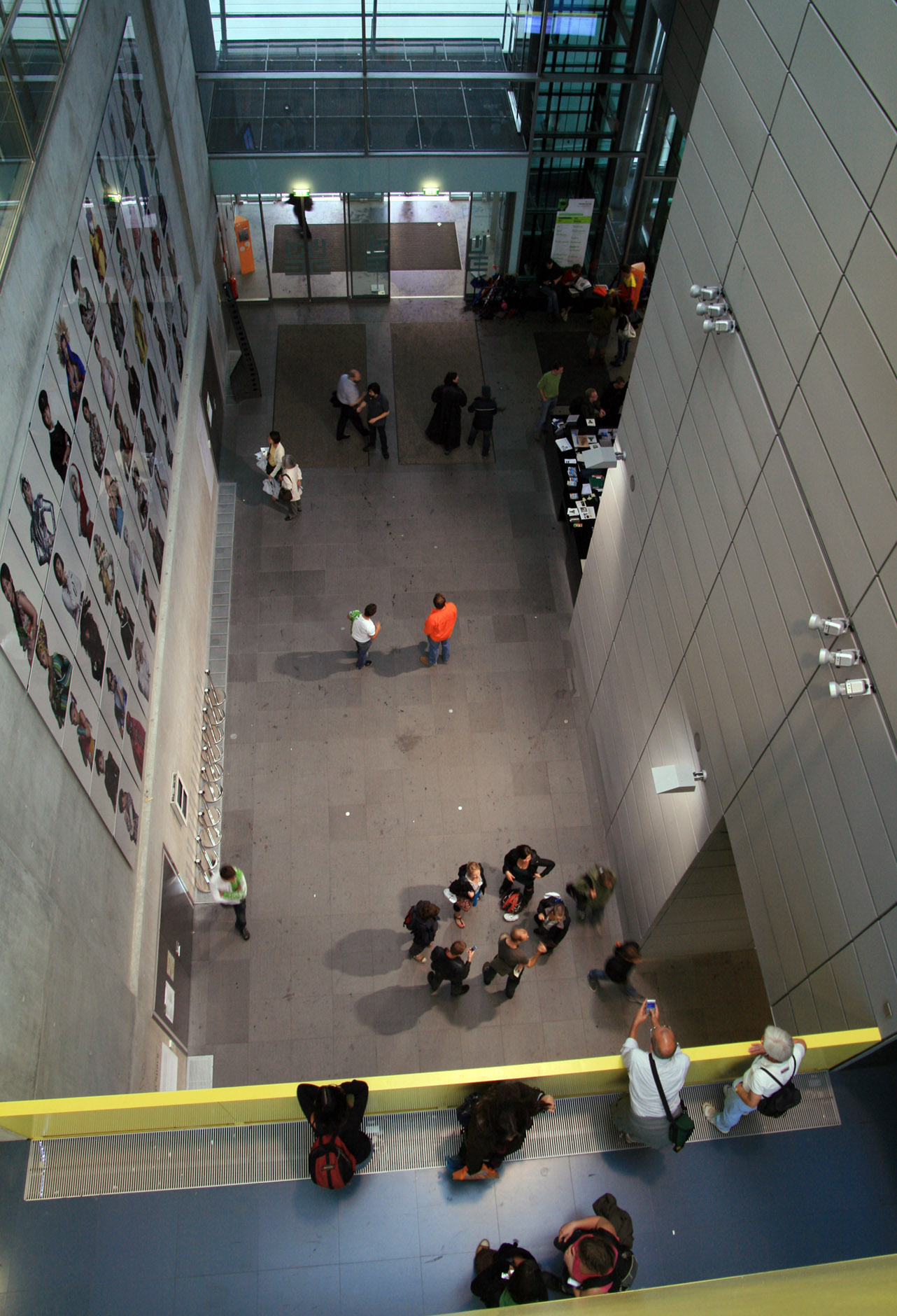
Im Inneren des AEC (2009)

Das Ars Electronica Center (kurz AEC), auch als „Museum der Zukunft“ bezeichnet, ist ein Museum in Linz. Es wurde 1996 in Linz-Urfahr eröffnet und hat sich zum Ziel gesetzt, die Technologien der kommenden Generationen bereits in der Gegenwart für jede Altersstufe erfahrbar zu machen.

## Ausstellungen und Inhalt
Dabei werden verschiedene Kunst-, Wissenschafts- und Technologierichtungen angesprochen und miteinander verwoben (z. B. Bio- und Gentechnik, Neurowissenschaften, Robotik, Prothetik und Medienkunst). Alle Ausstellungen sind auf die Frage ausgerichtet, wie der Mensch mit seiner Umgebung umgehen kann, und bieten dafür unterschiedliche Perspektiven. Die Besucher haben die Möglichkeit, mit den Installationen und Exponaten zu interagieren; Partizipation an den ständig wechselnden Ausstellungen ist ausdrücklich erwünscht.
Im Deep Space 8K bietet das AEC eine einzigartige virtuelle Welt in Form von Wand- und Bodenprojektionen (jeweils 16 mal 9 Meter), Lasertracking und 3-D-Animationen. Die Bildwelten (z. B. aus den Bereichen Medizin, Geologie und Astronomie) werden in 8K-Auflösung projiziert.
Es werden auch verschiedene Führungen und Workshops sowie Programme für Schulen angeboten.
Das AEC beinhaltet neben dem Museum etwa auch das Futurelab, ein Atelier und Labor für Kunst und Forschung. Seit 1996 betreibt es Forschung und Entwicklung an der Schnittstelle von Kunst, Technologie und Gesellschaft. Das Futurelab setzt sich unter anderem mit künstlicher Intelligenz, Robotik, Medienarchitektur, interaktiven Technologien, neuen ästhetischen Ausdrucksformen oder Schwarmintelligenz auseinander.
Einmal jährlich wird im AEC der Prix Ars Electronica für Computerkunst verliehen. 1999 stiftete das AEC gemeinsam mit der Stadt Linz und dem ORF den Marianne-von-Willemer-Preis. Jedes Jahr findet auch das Ars Electronica Festival statt, das seit 1979 durchgeführt wird, das international bedeutendste Festival der digitalen Kunst darstellt und Trends bzw. langfristige Entwicklungen zukunftsorientiert in Form künstlerischer Werke, Diskussionsforen und wissenschaftlicher Begleitung aufgreift.

## Geschichte und Architektur

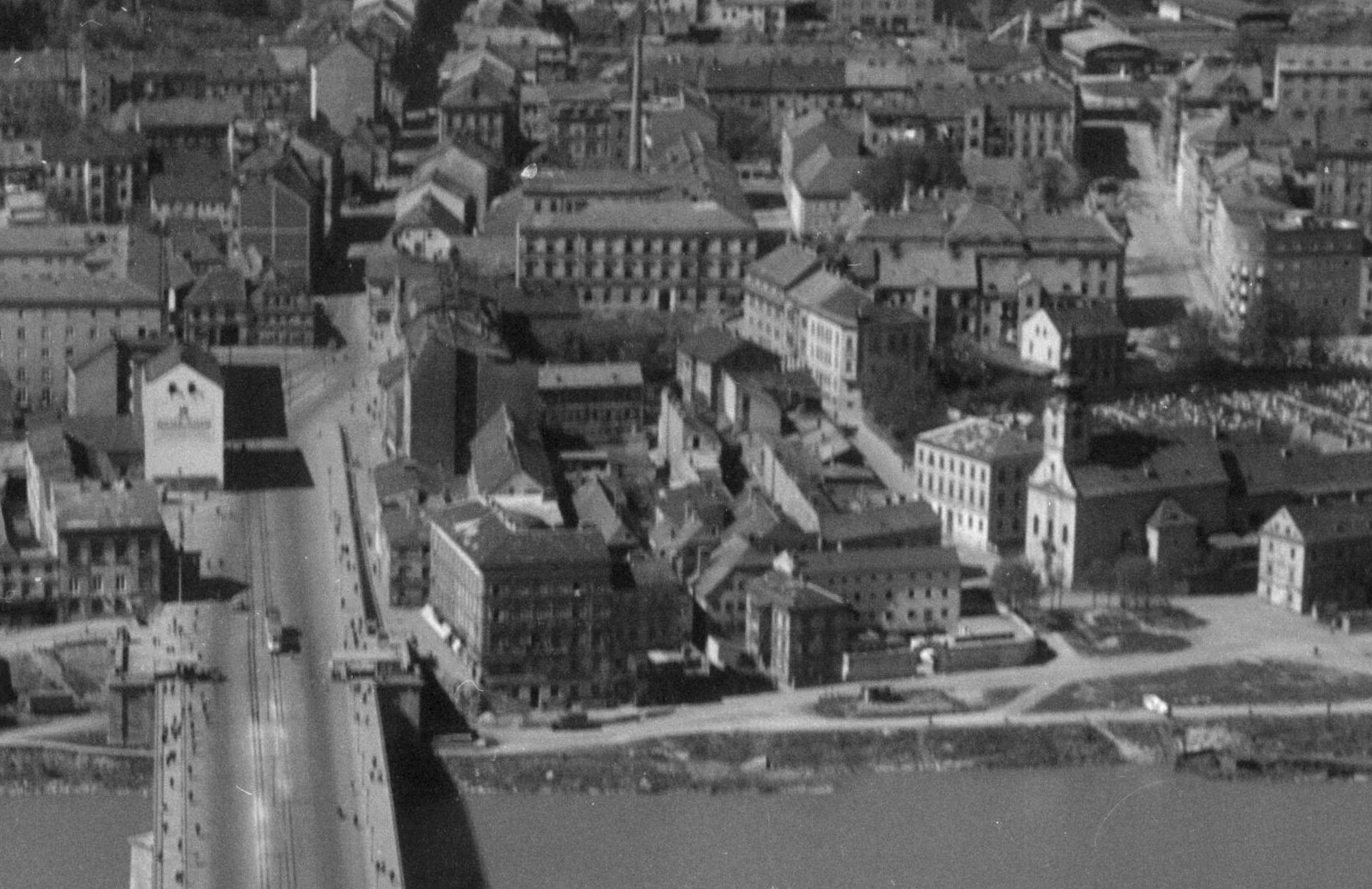
Alte Bebauung im Jahr 1951

Das Ars Electronica Center steht auf den Grundstücken des 1873 errichteten Doppelhauses Hauptstraße 2–4 und des Hauses Linke Donaustraße 4 (Ars-Electronica-Straße). Die Doppelhaushälfte Hauptstraße 2 (bis 1951 Gasthaus „Zur alten Donaubrücke“) und das Haus Linke Donaustraße 4 wurden 1964 und 1972 im Zuge einer Straßenregulierung abgerissen. Die verbliebene Doppelhaushälfte Hauptstraße 4 (Bruckmüllerhaus) wich 1991 dem Ars Electronica Center.
Im Hinblick auf Linz 2009 – Kulturhauptstadt Europas wurde das AEC für etwa 30 Millionen Euro umgebaut und zur Jahreswende 2008/09 neu eröffnet; es hat seitdem eine Gesamtfläche von 6.500 m². Der Umbau mit Erweiterung wurde von der Stadt Linz durchgeführt, wobei das Architektenbüro Treusch architecture ZT GmbH anhand eines Wettbewerbs ausgewählt wurde.

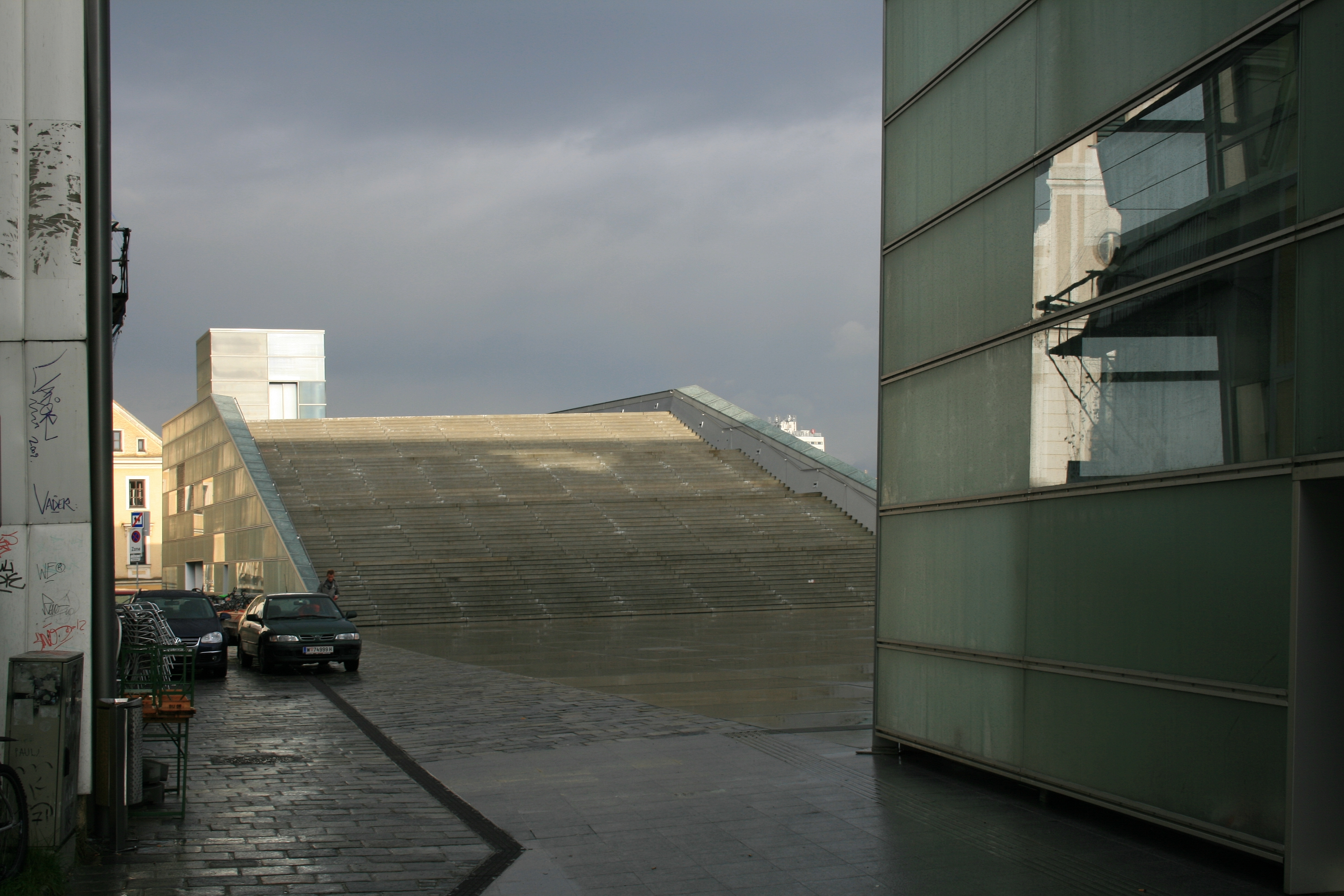
Maindeck mit Sitzstufen

Neben dem bisherigen Gebäude wurde ein zweites mehrstöckiges Gebäude errichtet. Beide wurden mit einer Glasfassade umhüllt, die sich in der Nacht in eine Lichtskulptur verwandelt. 40.000 Leuchtdioden (rot, grün, blau und weiß) sorgen dabei für abwechslungsreiche Farbenspiele. Ein Vorplatz, der am östlichen Ende wieder höher wird und an dieser Stelle mit Sitzstufen versehen ist, verläuft parallel zur Donau.

### Ansichten vor und nach dem Umbau

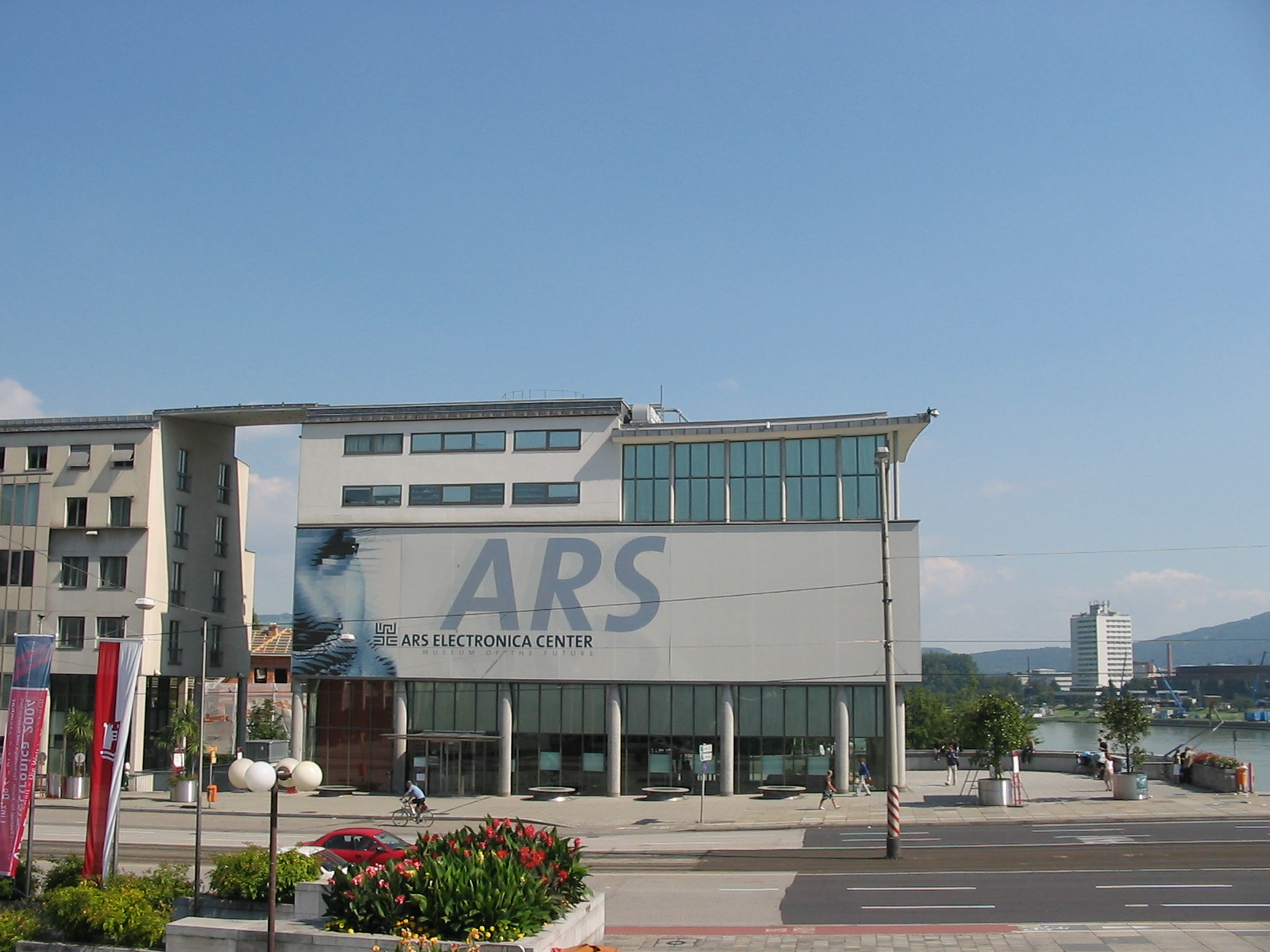
Ars Electronica Center bei Tag (vor Umbau)
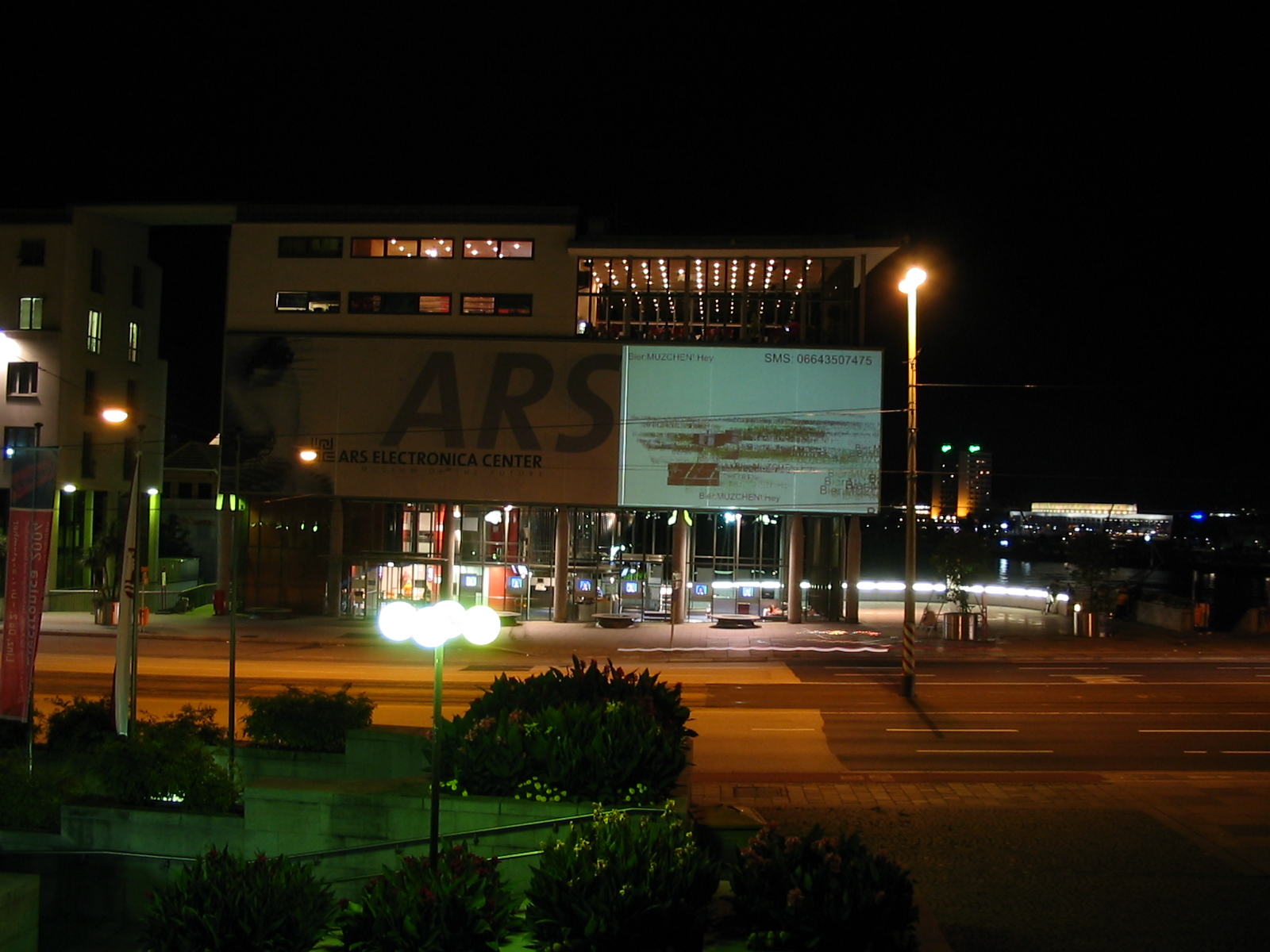
Ars Electronica Center bei Nacht (vor Umbau)
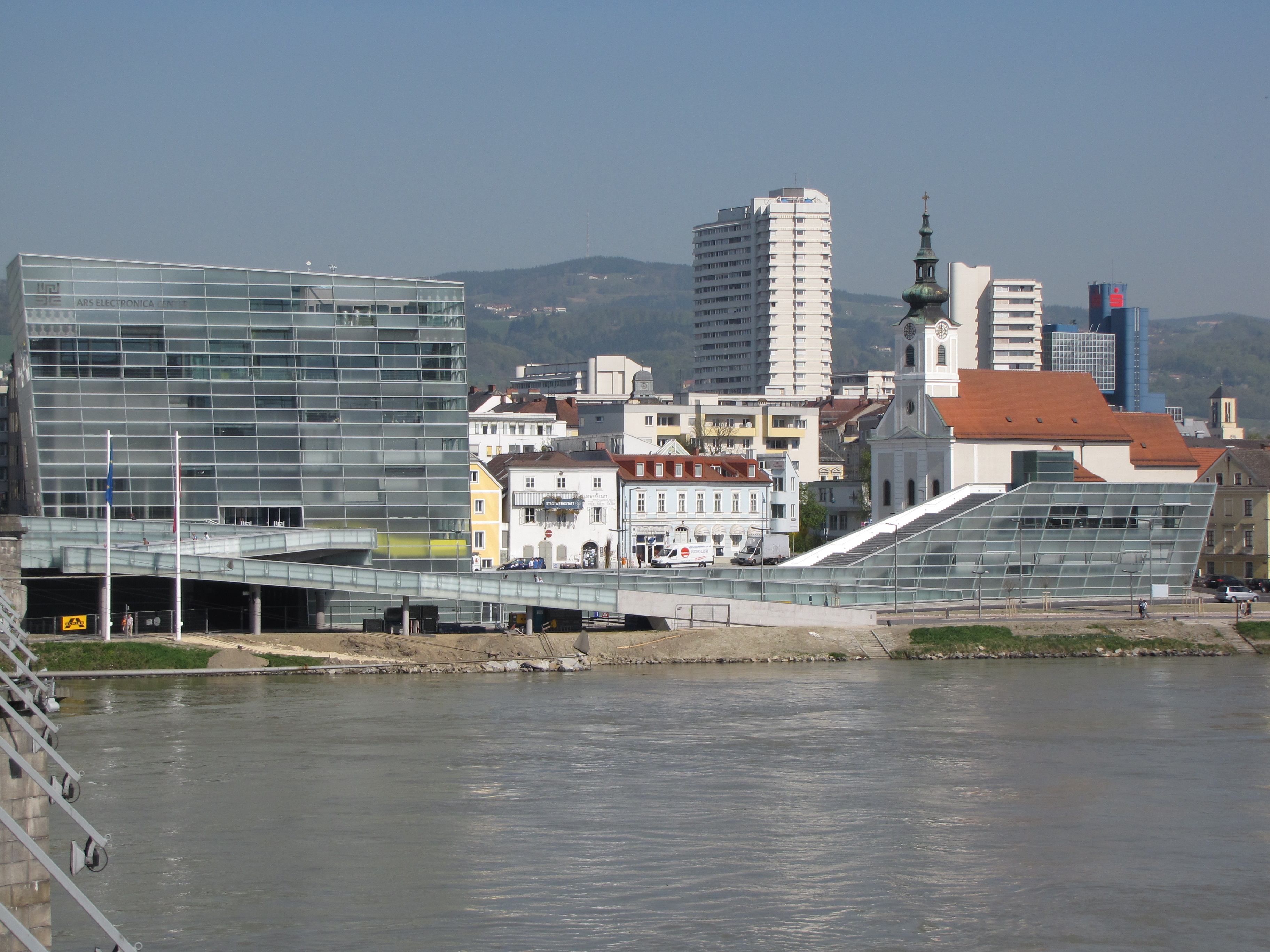
Ars Electronica Center bei Tag (nach Umbau)
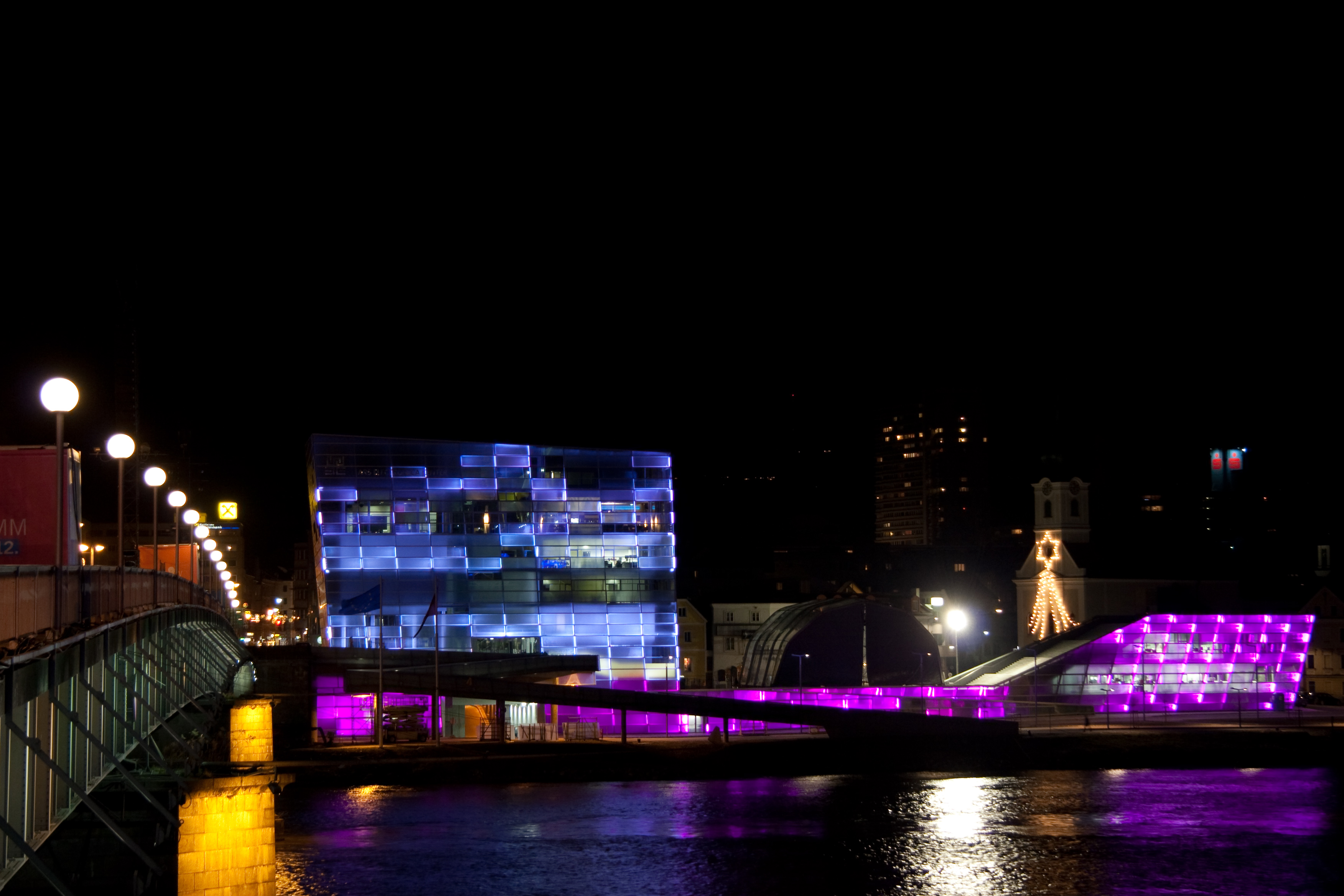
Ars Electronica Center bei Nacht (nach Umbau)

## Sonstiges
Am 1. Mai 2011 gab die Österreichische Post AG im Rahmen der Dauermarkenserie Kunsthäuser eine Briefmarke zu dem Objekt aus.
2015 hatte das AEC mit einer Besucherzahl von 171.800 um 8,4 % mehr im Vergleich zum Vorjahr. Die Steigerung führten die Verantwortlichen auf die Präsentationen im Deep Space 8K zurück. 2015 wurde auch ein Kinder-Forschungslabor für 4- bis 8-Jährige eingerichtet.
Das im Gebäude befindliche Cubus ist ein Restaurant und Kaffeehaus, in den Abendstunden eine Bar, und dient auch als Aussichtspunkt auf die Donau und das Panorama der Stadt Linz. Ein Außenlift ermöglicht den Zugang auch ohne Museumsbesuch.

## Auszeichnungen
- 1998 Österreichischer Museumspreis für das Projekt Museum der Zukunft